# Lars Steinsträßer
Lars Steinsträßer (* 30. April 1970 in Verden an der Aller) ist ein deutscher Mediziner und Hochschullehrer. Von 2013 bis 2015 war er Heisenberg-Professor für Plastische Chirurgie an der Carl von Ossietzky Universität Oldenburg.

## Leben
Steinsträßer absolvierte die Grundschule in Oststeinbek und besuchte anschließend das Gymnasium in Glinde, wo er 1989 die allgemeine Hochschulreife erlangte. Von 1989 bis 1991 leistete er seinen Grundwehrdienst als Sanitäter bei der Bundeswehr.
Er begann 1991 sein Medizinstudium an dem Universitätskrankenhaus Eppendorf in Hamburg und schloss diese mit dem Staatsexamen 1997 ab. Die Approbation als Arzt erfolgte 1999. Von 1999 bis 2001 war er mit einem Forschungsstipendium von General Motors an der University of Michigan in Ann Arbor als Research Fellow in der Grundlagenforschung tätig. Von 2001 bis 2005 erfolgte seine Weiterbildung zum Plastischen Chirurgen an der Universitätsklinik für Plastische Chirurgie, Handchirurgie und Schwerbrandverletzte am Berufsgenossenschaftlichen Universitätsklinikum Bergmannsheil (BGUB) der Ruhr-Universität Bochum (RUB). 2005 wurde er dort zum Juniorprofessor für Molekulare Wundheilung und Gentherhapie ernannt und Facharzt für Plastische und Ästhetische Chirurgie. 2006 erlangte er die Habilitation im Fach Plastische Chirurgie an der RUB.
2007 wurde er Oberarzt für Plastische Chirurgie und Schwerbrandverletzte am Handchirurgiezentrum bzw. operativen Referenzzentrum für Gliedmaßentumore der BGUB/RUB. 2008 bekam er die Zusatzbezeichnung Handchirurgie verliehen.
2009 erhielt er den Ruf auf den Heisenberg-Lehrstuhl der Deutschen Forschungsgemeinschaft für Molekulare Onkologie und Wundheilung an der RUB. 2010 wurde er Sektionsleiter der Plastischen Chirurgie an der BGUB/RUB. Von 2013 bis 2015 war er Universitätsprofessor der European Medical School der Universität Oldenburg und Chefarzt der Plastischen Chirurgie am Evangelischen Krankenhaus Oldenburg. Seit 2015 ist er niedergelassener Arzt in Oldenburg.

## Auszeichnungen (Auswahl)
- 2009: Von-Langenbeck-Wissenschaftspreis der Deutschen Gesellschaft für Chirurgie
- 2012: Internationaler Forschungspreis der Sarkomkonferenz